# Canton, Michigan
Xã Canton (tiếng Anh: Canton Township) là một xã thuộc quận Wayne, tiểu bang Michigan, Hoa Kỳ. Năm 2010, dân số của xã này là 90.173 người.